# بلو بل کرمری

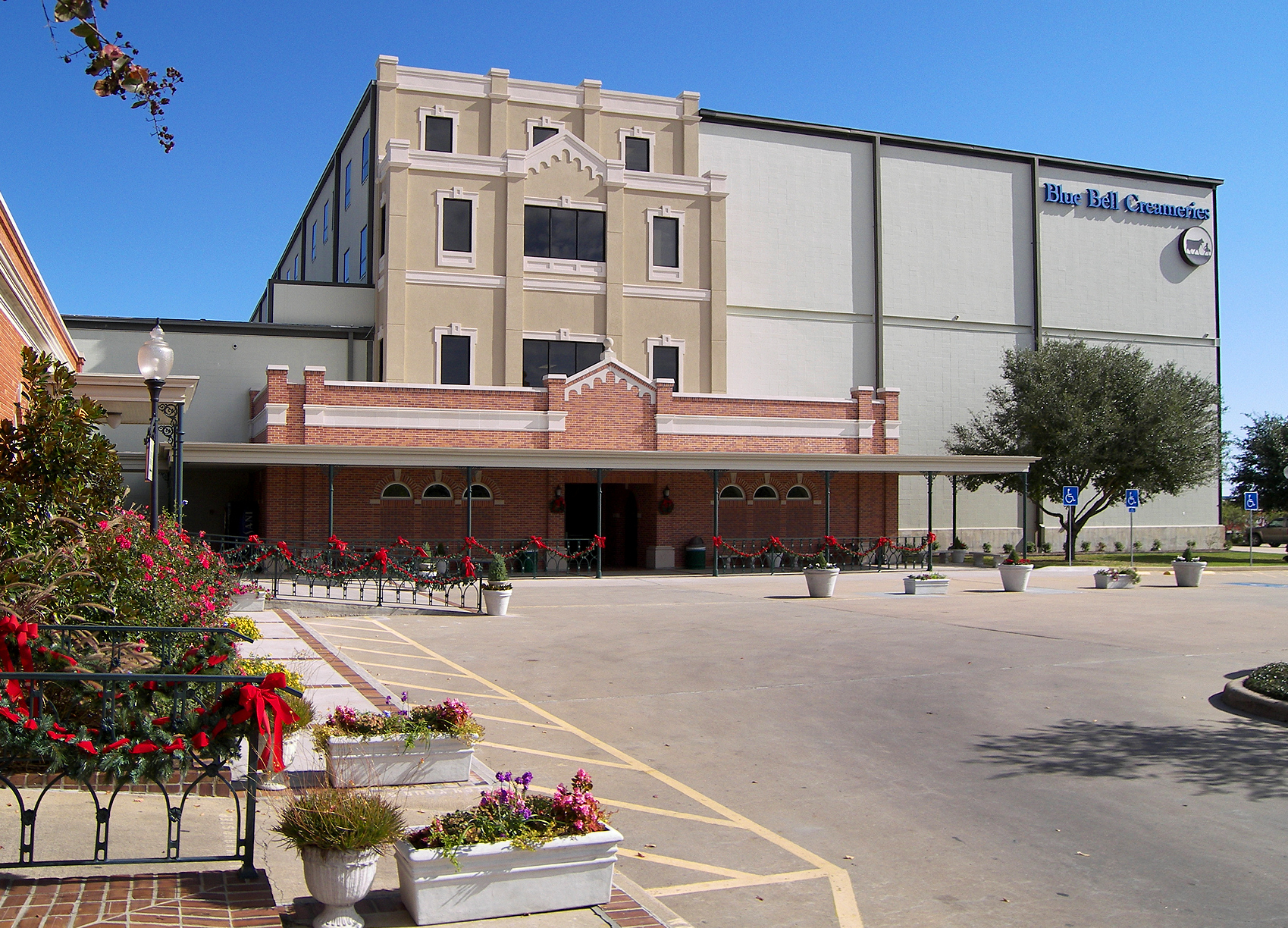
بلو بل کرمری

بلو بل کرمری (انگلیسی: Blue Bell Creameries) شرکت صنایع غذایی آمریکایی است، که در سال ۱۹۰۷ تأسیس شد.